# باول كير
باول كير (بالإنجليزية: Paul Kerr)‏ (9 يونيو 1964 ببورتسموث في المملكة المتحدة - ) هو لاعب كرة قدم بريطاني في مركز الوسط. لعب مع أستون فيلا وبورت فايل وليستر سيتي ونادي ميدلزبره ونادي ميلوول وويكمب وندررز.

## وصلات خارجية
- باول كير على موقع قاعدة بيانات كرة القدم.إي يو (الإنجليزية)
- باول كير على موقع Soccerbase.com (لاعب) (الإنجليزية)